# Walburgakerk (Ried)
De Walburgakerk is een kerkgebouw in Ried in de Nederlandse provincie Friesland. Het kerkgebouw is een rijksmonument.

## Beschrijving
De kerk is genoemd naar de Heilige Walburga. Na het instorten van de oude toren werd op 5 mei 1625 de eerste steen gelegd voor een toren van twee geledingen. Het werk werd uitgevoerd door meester Abe Ede. In de toren hangt een klok (1634) van Hans Falck. Op 26 mei 1653 werd de eerste steen gelegd voor een nieuwe kerk. In 1871 werd de driezijdig gesloten zaalkerk bepleisterd en voorzien van spitsboogvensters en werd het kerkhof aangelegd door J.B. Roorda. In 1926 werd toren ommetseld en voorzien van een nieuwe ingesnoerde spits. In de torenmuur werden oude gedenkstenen aangebracht. 
De preekstoel (1727) werd vervaardigd door Poules Rycles en door Cornelis Cornelisz. voorzien van snijwerk. Het orgel werd in 1712 gebouwd door Jan Fransen en in 1829 en 1861 gewijzigd door L. van Dam en Zonen.

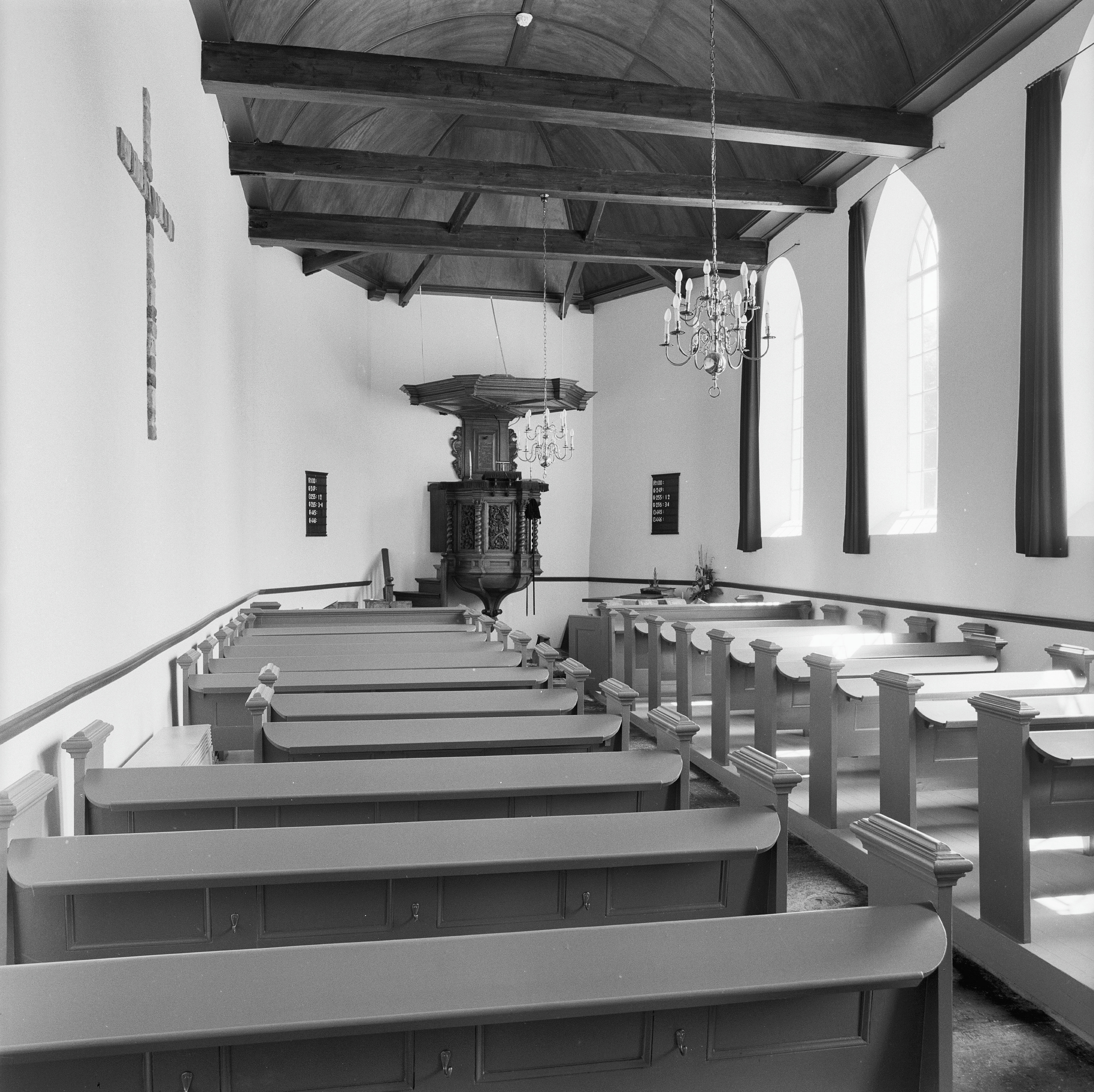
Interieur met preekstoel (1985)
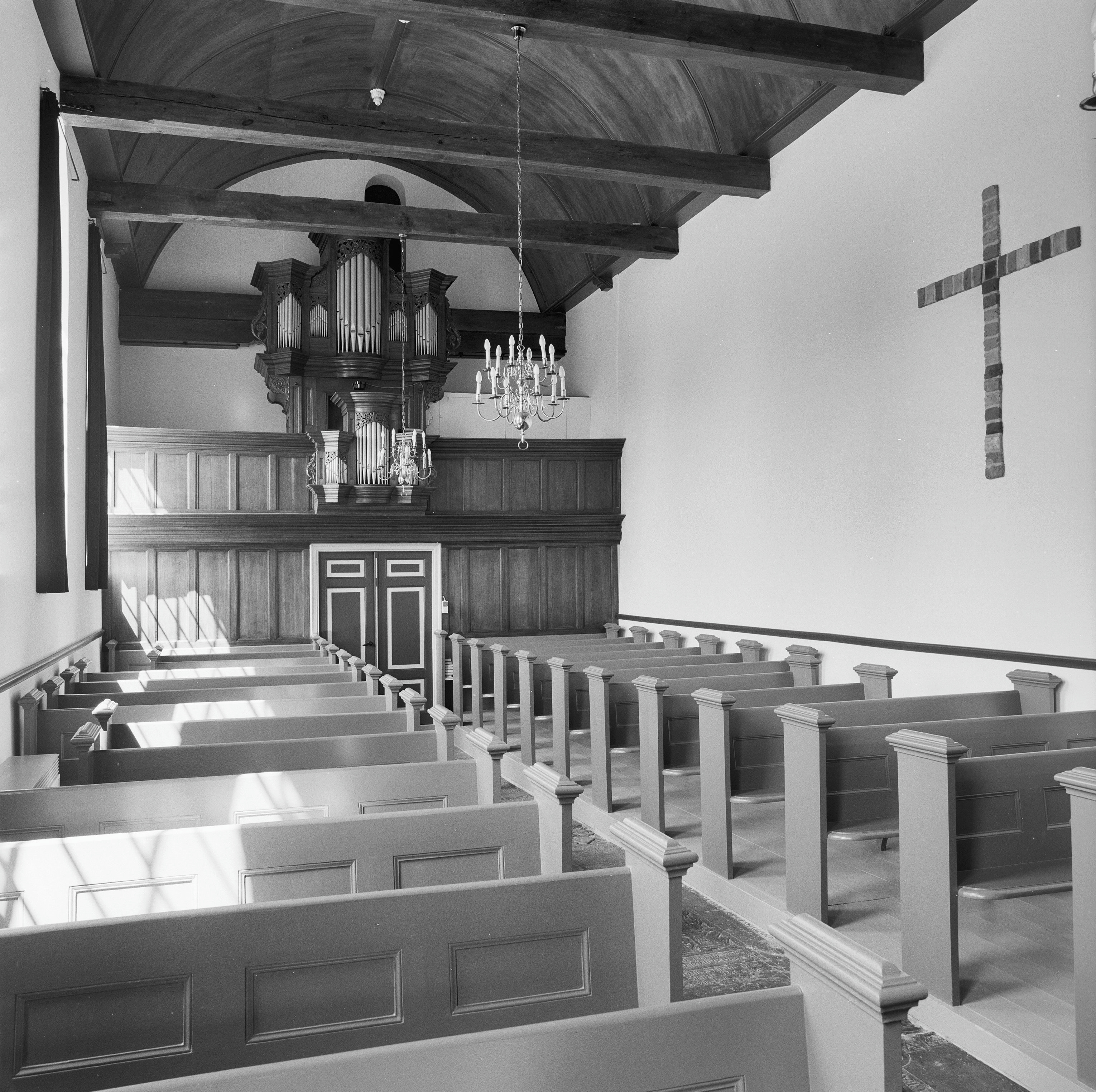
Interieur met orgel

De Walburgakerk en het bijbehorende kerkhof zijn eigendom van de Protestantse Gemeente van Ried-Skingen.